# Гама, Диего
Дие́го Альбе́рто Га́ма Гарси́я (исп. Diego Alberto Gama García; родился 14 января 1996 года в Толука-де-Лердо, Мексика) — мексиканский футболист, нападающий клуба «Чихуахуа».

## Клубная карьера
Гама — воспитанник клуба «Толука» из своего родного города. 7 августа в матче Кубка Мексики против «Венадос» он дебютировал за основной состав клуба, заменив во втором тайме Карлоса Эскивеля. 11 августа в поединке против «Леонес Негрос» Диего дебютировал в мексиканской Примере. Летом того же года Гама на правах аренды перешёл в испанский «Атлетико Мадрид», где выступал за молодёжную команду. После окончания аренды о вернулся в «Толуку».
Летом 2017 года Гама на правах аренды перешёл в Потрос УАЕМ. 8 января в матче против «Леонес Негрос» он дебютировал в Лиге Ассенсо. 12 января в поединке против «Мурсилагос» Диего забил свой первый гол за Потрос УАЕМ.

## Международная карьера
В 2015 году Гама был включён в заявку молодёжной сборной Мексики на участие в Молодёжном чемпионате мира в Новой Зеландии. На турнире он сыграл в матче против Мали.